# Simon Patterson
Simon Patterson (Belfast, 24 settembre 1981) è un disc jockey e produttore discografico britannico.

## Biografia
Simon Patterson ha iniziato la sua carriera nel mondo della musica con A & R position, che gli ha fornito contratti con diverse etichette, Ha lavorato con Seb Fontaine e per Judge Jules e sostenuto entrambi con la selezione musicale per il loro show radiofonico settimanale su BBC Radio 1.
Ha iniziato la carriera da dj nel 2000 ed è stato DJ resident presso il Club londinese The Cross. Cominciò anche a far conoscere il suo nome con diverse produzioni musicali. Simon Patterson divenne molto popolare attraverso il progetto Dogzilla, nel quale ha lavorato dal 2003 al 2008, insieme a Richie Kayvan. Hanno avuto il loro più grande successo con il singolo "Without You", che ha scalato le classifiche di diversi paesi europei.
Nel 2006, Simon Patterson ha pubblicato il suo primo singolo da solista "F-16". Due anni più tardi, lasciò il progetto Dogzilla per concentrarsi sulla sua carriera da solista.

## Discografia

### Singoli
- 2006 - F-16
- 2007 - Panic Attack / Strip Search
- 2007 - Bulldozer / We'll See
- 2008 - Smack / Whatever It Takes
- 2008 - Different Feeling
- 2008 - Us
- 2008 - Somethin's Up (with Sean Tyas)
- 2009 - For the Most Part (with Sean Tyas)
- 2009 - Always
- 2009 - Thump
- 2010 - Taxi
- 2010 - Miss You
- 2010 - Mood Swing
- 2011 - Latika

### Remix
- 2008 - Mark Pledger vs Matt Hardwick feat. Melinda Gareh – Fallen Tides
- 2009 - Sam Sharp – Roundabout
- 2010 - John Askew – Black Out